# Lüterswil-Gächliwil
Lüterswil-Gächliwil es una comuna suiza del cantón de Soleura, situada en el distrito de Bucheggberg. Limita al norte con las comunas de Oberwil bei Büren (BE), Gossliwil y Hessigkofen, al este con Mühledorf y Aetigkofen, al sur con Messen, y al oeste con Biezwil.